# Leidseplein

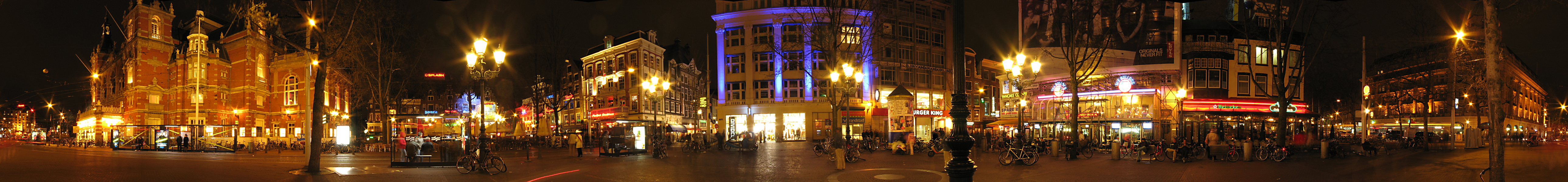
Panorama notturno di Leidseplein

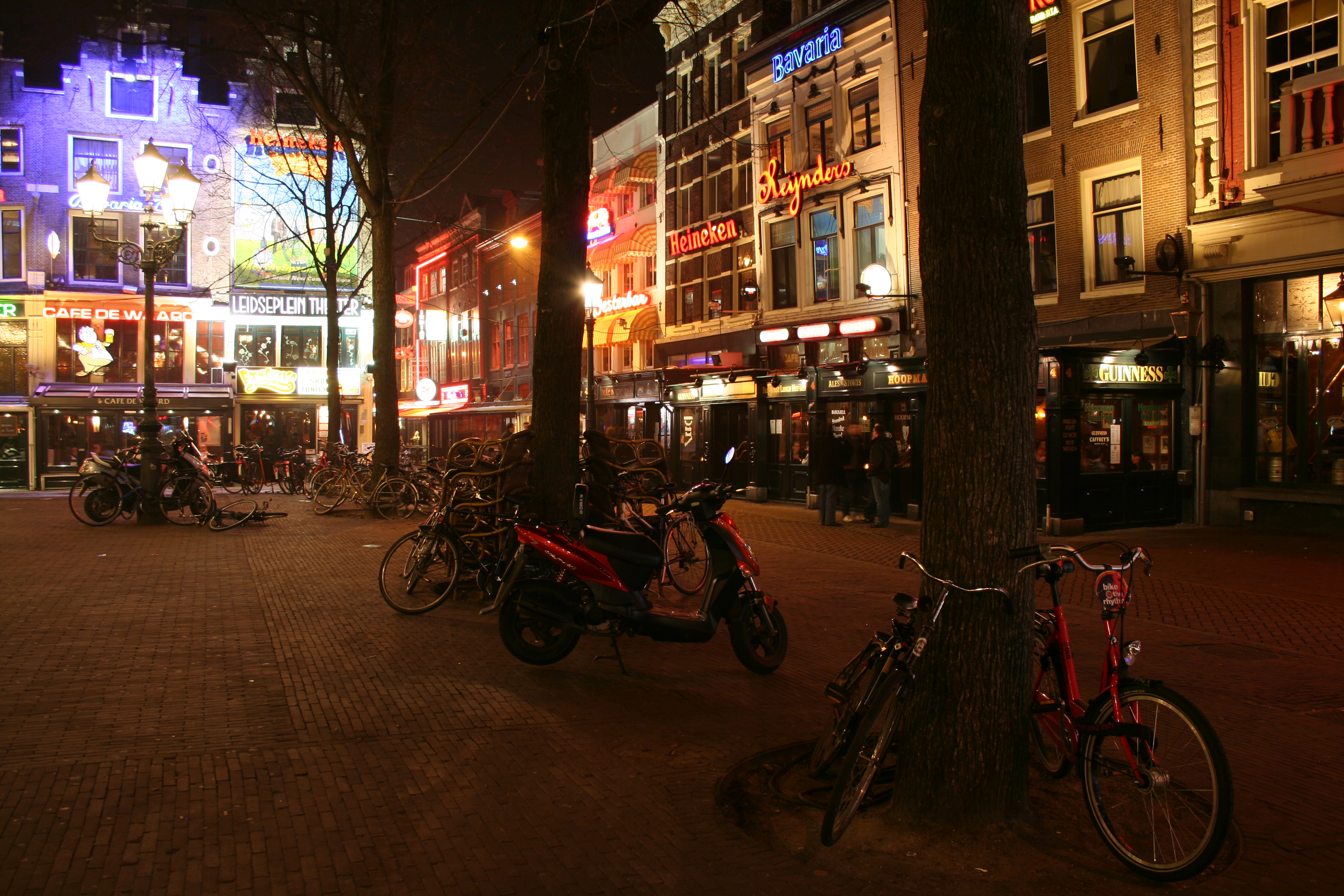
Leidseplein di notte

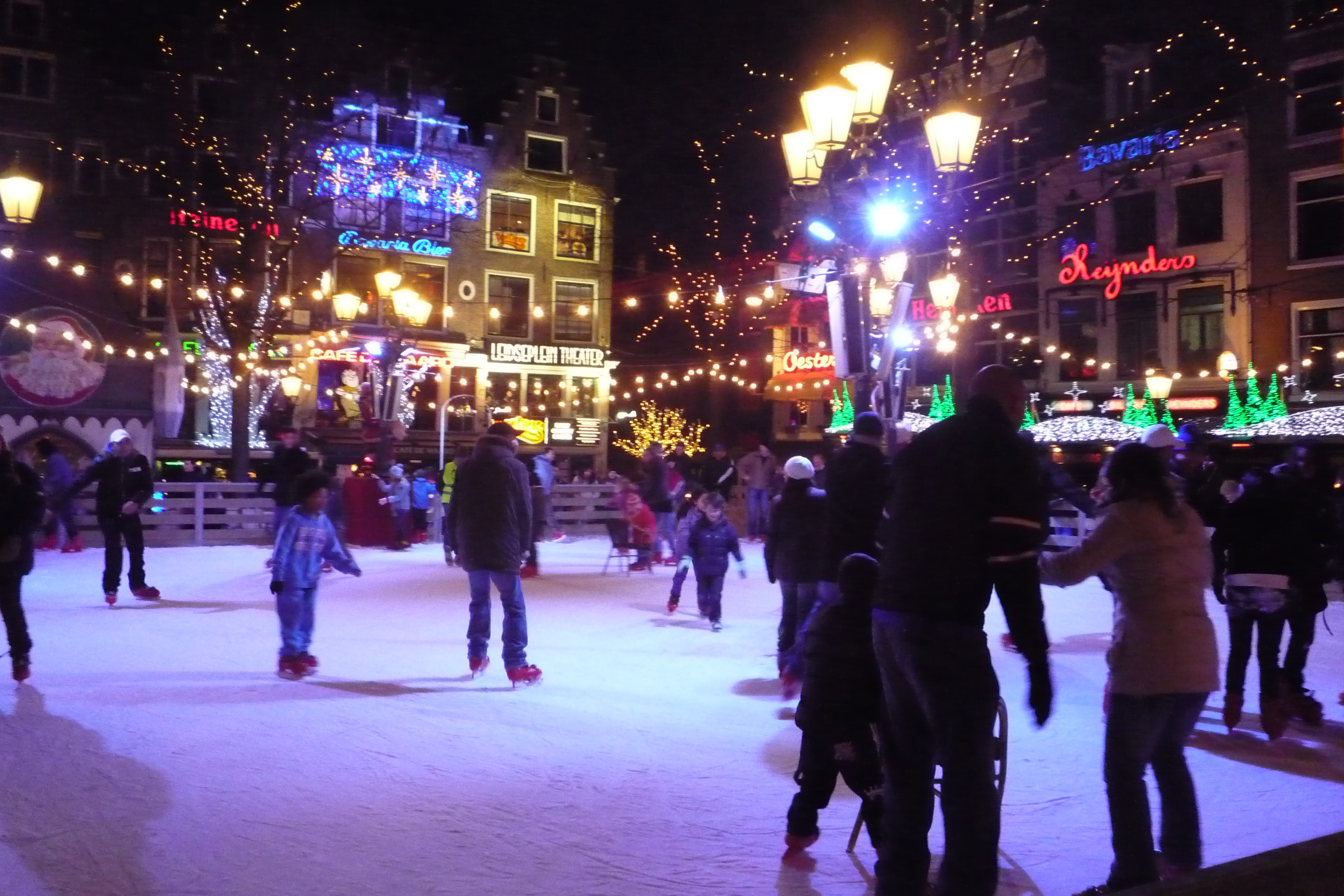
Leidseplein d'inverno

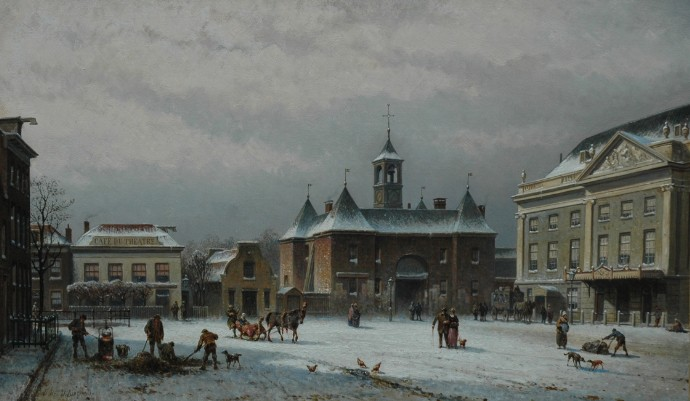
Leidseplein nel 1860 in un dipinto di Eduard Alexander Hilverdink

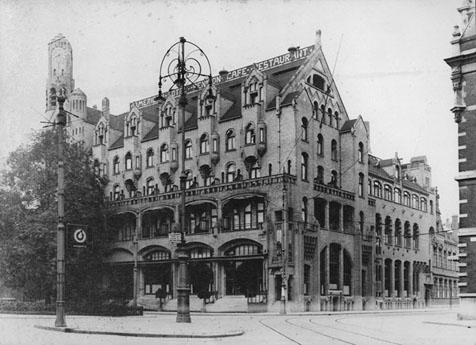
L'American Hotel nel 1902

Leidseplein ("Piazza di Leida") è - insieme a Piazza Dam, a Rembrandtplein e a Waterlooplein - una delle più famose piazze di Amsterdam, nota come luogo dei divertimenti e fulcro della vita notturna della capitale olandese e per questo soprannominata da molti - con un termine un po' dispregiativo - "piazza del guazzabuglio".
La piazza, situata nella zona sud-occidentale del centro cittadino, deve il proprio nome alla Leidsepoort, l'enorme porta cittadina, demolita nel 1862, che si trovava lungo la strada che collegava la capitale a Leida (Leiden).

## Ubicazione
La piazza si trova nel Leidsebuurt (lett. "quartiere di Leida"), nella cosiddetta "Cerchia dei Canali centrali" (zona sud-ovest del centro storico), tra i canali Lijnbaansgracht, Leidsegracht ("Canale di Leida"), Prinsengracht ("Canale del Principe") e Singelgracht e nei pressi del Palazzo di Giustizia (Paleis van Justitie)  e di un'altra piazza cittadina, la Max Euweplein.
È attraversata dalla Leidsestraat ("Via di Leida"), strada pedonale e per il passaggio dei tram.

## Caratteristiche
Nella piazza si trovano numerosi locali, come caffè all'aperto, birrerie, coffee-shop, discoteche, locali con musica dal vivo, ecc., affollati soprattutto durante le ore serali e notturne.

Durante il giorno, Leidseplein è animata anche da numerosi artisti di strada, quali musicisti, giocolieri, mangiafuoco, ecc.
D'inverno, la piazza si trasforma in una pista per il pattinaggio su ghiaccio.
La piazza è inoltre il luogo dove i tifosi della squadra di calcio della capitale, l'Ajax, si ritrovano per festeggiare un'importante vittoria, mentre i giocatori si affacciano dai balconi dello Stadsschouwburg (il teatro cittadino).
Nei pressi della piazza, si trova inoltre il famoso centro culturale e sala concerti Melkweg ("Via Lattea"), punto di ritrovo, negli anni settanta di hippy e provos.

## Storia
La piazza si sviluppò tra il Medioevo e il XVII secolo come parcheggio per carri e carrozze e punto di sosta cavalli.
Si trasformò in luogo di divertimenti solo alla fine del XIX secolo e, più precisamente, dopo la costruzione dell'American Hotel, la cui costruzione originaria risale al 1882.
Grazie proprio alla costruzione dell'American Hotel e soprattutto all'annesso Café Américain, punto di ritrovo di artisti ed intellettuali, la piazza divenne, tra gli anni venti e gli anni trenta del XX secolo, il centro culturale della città.

## Punti d'interesse

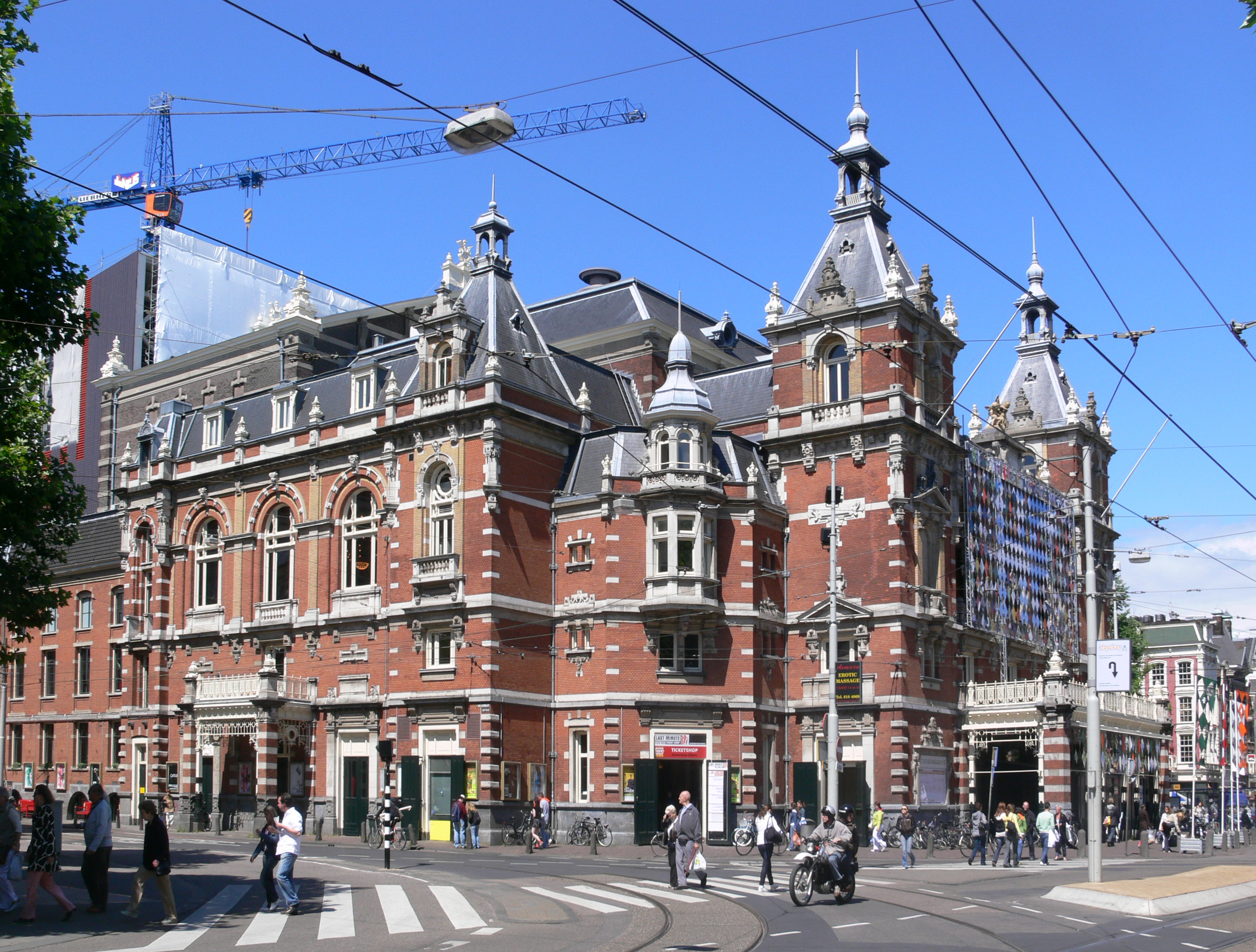
Lo Stadsschouwburg

### Stadsschouwburg
Al nr. 26 di Leidseplein si trova lo Stadsschouwburg, il teatro cittadino, progettato da Jan Springer in stile neo-rinascimentale. 

Un tempo ospitava l'Orchestra dei Paesi Bassi e il Balletto Nazionale, prima che fossero trasferiti allo Stadhuis-Muziektheater, meglio noto come Stopera.

### American Hotel
Sulla Leidsekade, via che si affaccia sulla Leidseplein, si trova l'American Hotel, albergo costruito nel 1902 su progetto di Willem Kromhout sulle ceneri dell'edificio precedente, eretto nel 1882 ed abbattuto una ventina d'anni dopo perché non più corrispondente al gusto dell'epoca.